# Allied Irish Banks

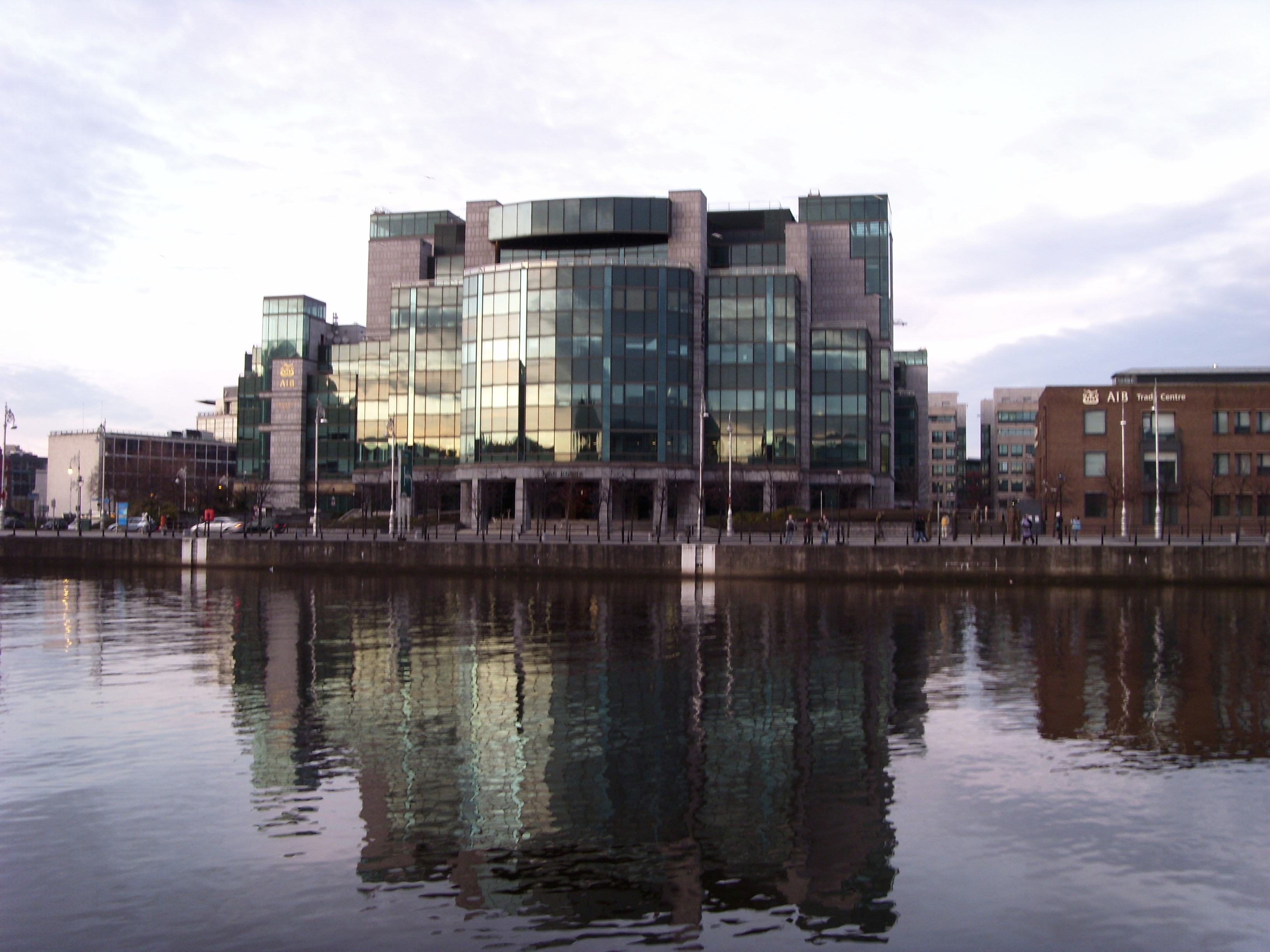
AIB en Docklands, Dublín

El Allied Irish Banks (Alianza Bancaria Irlandesa), más conocido por sus siglas AIB, es uno de los llamados "Cuatro Grandes" bancos comerciales en Irlanda. AIB ofrece una amplia gama de servicios bancarios personales y corporativos. AIB Capital Markets es la división de la compañía que ofrece operaciones bancarias internacionales y de tesorería. El banco también ofrece una amplia gama de productos de seguros generales, para la casa, viajes y seguro de salud. Ofrece seguros de vida y pensiones, a través de su subsidiaria, Ark Life Assurance.
En diciembre de 2010, el gobierno irlandés tuvo una participación importante en el banco. Las acciones de AIB se muestran como un American Depositary Receipt (ADR) en la Bolsa de Valores de Nueva York, bajo el símbolo AIB. Las acciones de AIB antiguamente cotizaban en la Bolsa de Valores de Irlanda y en la Bolsa de Valores de Londres, pero sus acciones fueron retiradas de la cotización de estas Bolsas tras su nacionalización efectiva. El resto de las acciones que cotizan en la bolsa de AIB aparecen ahora en el Mercado de Valores de la Bolsa de Irlanda.
AIB también es propietario de Allied Irish Bank (GB) en el Reino Unido y de First Trust Bank en Irlanda del Norte. En noviembre de 2010, vendió su participación de 22.5% en M&T Bank en los Estados Unidos. A principios de 2008, AIB entró en el mercado de Letonia, Estonia y Lituania, adquiriendo el negocio de financiamiento de hipotecas AmCredit desde el Baltic – American Enterprise Fund.
En 2009, Allied Irish Banks junto con su competidor el Banco de Irlanda aceptaron un rescate financiero de 3.5 billones de euros por parte del gobierno de la República de Irlanda, como parte del esquema de recapitalización del banco. Para marzo de 2011, se esperaba que la suma total del rescate subiera hasta 13.3 billones de euros.

## Nombre
Allied Irish Banks usualmente se refiere tanto a lo interno como lo externo de la empresa, y se conoce simplemente como AIB y muchas veces por su nombre comercial "Allied Irish Bank" (singular). Sin embargo, en Irlanda del Norte, el banco opera como First Trust Bank, mientras que en Gran Bretaña es llamado "Allied Irish Bank (GB)"—la única parta de la operación donde el nombre completo, en singular, todavía esta en uso día a día. 
Inicialmente el banco operaba bajo los nombres de sus antiguas compañías constituyentes, junto a un nuevo logotipo AIB, un círculo dividido en tres con una "A" en el centro. Desde 1970, estos fueron reemplazados por "Allied Irish Banks". En 1990, AIB introdujo un nuevo logotipo (se le solicitó, ya que en algunos sectores se dijo que había una notable similitud entre su logo anterior y el de Mercedes-Benz). Desde entonces el banco ha preferido ser conocido como "AIB", aunque "Allied Irish Banks plc" sigue siendo su nombre legal.
El banco se le conoce coloquialmente como "AIB Bank", es un ejemplo de un acrónimo redundante. Esto se debe al nombre "AIB Bank", adoptado por el negocio bancario de la República de Irlanda al momento del cambio de marca de 1990 (con la palabra "Bank" impresa en la franja verde en el logo). Esta versión del logotipo ya no es utilizada en la publicidad impresa, pero aún se puede ver en las fachadas de la mayoría de las sucursales de AIB en la República. El 'Trustee Savings Banks' de la misma manera cambió su nombre a "TSB Bank" en 1993. El nuevo logotipo es una representación del Arca de Noé, después de tallar una Cruz Céltica en la Iglesia Killary cerca de Lobinstown en el Condado de Meath, el cual data del siglo nueve.

## Historia
Allied Irish Banks Limited se formó en 1966 como una nueva compañía que adquirió tres bancos: Provincial Bank of Ireland, Royal Bank of Ireland, y el Munster & Leinster Bank. Los bancos vieron una alianza como la mejor forma de superar la fragmentación de la industria de la banca irlandesa. Irlanda a mediados de la década de 1960 fue cambiando rápidamente y la fusión fortaleció la posición de los bancos en la era de los negocios globales emergentes. En 1966, el total de activos de AIB fueron de €323.8 millones—para el 31 de diciembre de 2005 el Grupo AIB tenía activos por €133 billones.

### Inicios
- En 1825, Provincial Bank comenzó sus operaciones, pionero de las sucursales de la banca anónima en Irlanda. También estableció una sucursal en Londres.
- En 1836, Royal Bank of Ireland (RBI) comenzó sus operaciones. Es conocido por sus vínculos mercantiles.
- En 1837, Shaw’s Bank se fusionó con el banco Royal Bank.
- En 1864, se estableció The Munster Bank.
- En 1867, The Munster Bank compró algunas de las sucursales del infructuoso Union Bank of Ireland.
- En 1870, The Munster Bank adquirió el banco privado arraigado David La Touche & Son.
- En 1885, The Munster Bank fracasó debido a una mala administración y fraude y se liquidó. Sin embargo, Munster and Leinster Bank comenzó operaciones. Con el tiempo se convertiría en el más grande de los tres bancos con la más amplia red de sucursales.
- En 1923, The Royal Bank of Ireland compró el negocio Irish Free State de la Compañía Belfast Banking, que a su vez compró el negocio de Irlanda del Norte del banco Royal Bank.

### Historia Reciente
A lo largo de las décadas, AIB se ha convertido en una organización cada vez más internacional. Creó una red de sucursales en Gran Bretaña en la década de 1970.

#### Estados Unidos
Después en 1983, AIB invirtió en First Maryland Bancorp en los Estados Unidos. En julio de 1991, AIB se fusionó con los intereses del Grupo en el Norte de Irlanda con los de Trustee Savings Bank de Irlanda del Norte para crear First Trust Bank. En julio de 1997,, AIB adquirió Dauphin Deposit Corporation que se fusionó con First Maryland Bancorp para formar Allfirst en 1999.
Después de sufrir grandes pérdidas debido a las actividades del corredor deshonesto John Rusnak en Allfirst (ver abajo) en abril de 2003, AIB completó un acuerdo de fusión de Allfirst con M&T Bank Corporation, con sede en Búfalo, Nueva York. En noviembre de 2010, AIB vendió su participación de 22.5% (26.7 millones de acciones) en M&T. Las acciones se vendieron a $77.50/acción y generaron $2.1 billones. La venta fue parte del esfuerzo de AIB para obtener capital en medio de la crisis financiera en curso en Irlanda. AIB tiene oficinas representativas en Estados Unidos en Chicago, Filadelfia, Atlanta, Los Ángeles, White Plains.

#### Polonia
AIB invirtió en Polonia por la construcción gradual de una participación mayoritaria de 60.1% en Wielkopolski Bank Kredytowy (WBK) entre 1995 y 1996. En junio de 1999, AIB llegó a un acuerdo con la Tesorería del Estado de Polonia para adquirir una participación del 80% en Bank Zachodni SA. En junio de 2001, AIB completó una fusión de dos bancos para crear Bank Zachodni WBK SA. AIB ahora es dueño del 70.5% del banco fusionado, el cual es el banco líder en Polonia en términos de tamaño y de acciones clave del mercado. El 9 de septiembre de 2010, AIB llegó a un acuerdo para vender el 66% de su participación BZ-WBK a Santander por 3.1 billones de euros, el resto de las acciones serían vendidas en el mercado abierto. Cualquier compra de más del 66% habría forzado a Santander a hacer una oferta para comprar toda la compañía.

#### Asia
Entre 1999 y 2001 AIB tenía interés en Keppel TatLee Bank en Singapur, pero se retiró después de que Oversea-Chinese Banking Corporation (OCBC) adquiriera Keppel TatLee.

#### Estonia, Letonia y Lituania
A inicios de 2008, AIB entró a los mercados de Letonia, Estonia y Lituania para adquirir el negocio de financiamiento hipotecario de Baltic American Enterprise Fund. Ahora AIB opera como una sucursal de este grupo financiero en Letonia, Estonia y Lituania.
En 2008 AIB operaba a través de sus sucursales locales que prestan servicios financieros bajo la marca establecida AmCredit en los tres países. AmCredit operaba como un solo producto en el negocio hipotecario, pero la compañía esta expandiendo la rama de los productos bancarios.
Todos los clientes hipotecarios de AmCredit automáticamente se convierten en clientes de la sucursal AIB en su país. El objetivo de AIB es llegar a ser un banco enfocado en el servicio al cliente completo en la región Báltica.

#### Bulgaria
En febrero de 2008, AIB entró en un acuerdo para adquirir una participación del 49.99% en Bulgarian American Credit Bank AD, un proveedor especializado en la financiación garantizada para las pequeñas y medianas empresas en Bulgaria.

#### Irlanda
El gobierno irlandés recibió acciones por €3.5bn en AIB en 2009 como parte de las medidas para recapitalizar el banco.
En abril de 2010, AIB anunció que el gobierno irlandés recibiría una participación de 16% o 17% en el banco. El Estado Irlandés había estado a punto de recibir los dividendos de esas acciones. pero las regulaciones de Estados Unidos establecieron que los bancos que reciben ayuda de los Estados no pueden hacer pagos en efectivo. Esto obligó a AIB a darle al gobierno acciones en su lugar.

## Controversia

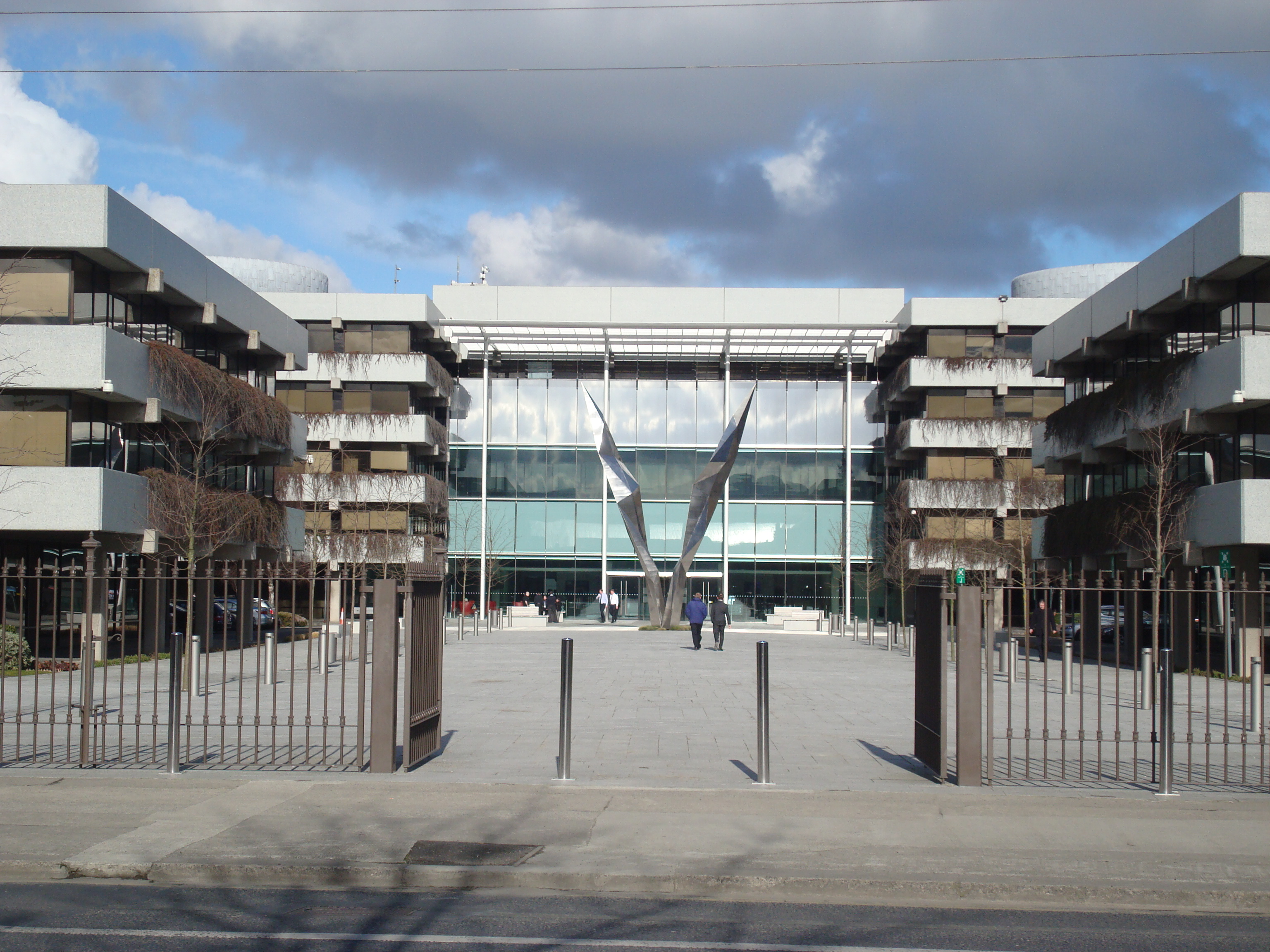
Centro Bancario AIB, Ballsbridge, Dublín 4, Irlanda.

### Corporación de Seguros de Irlanda
La Caja de Pandora en ICI fue el encabezado en la revista Business & Finance el 8 de noviembre de 1984.
La Corporación de Seguros de Irlanda (ICI) era una subsidiaria de propiedad total de AIB cuando colapsó en 1985 con pérdidas de más de £200 millones. Cuando se descubrió en noviembre de 1984 que ICI estaba operando por debajo de la tasa de reserva legal, una petición por más capital fue hecha por AIB — ICI había regresado una ganancia de £80 millones el año anterior. 
Este colapso se produjo en un momento de profunda recesión económica en Irlanda. El nivel de la deuda del Gobierno en ese momento era de 116% del PIB. Pero el contribuyente irlandés rescató a ICI de sus dificultades. El Gobierno Irlandés lo hizo para garantizar la continuación del negocio de seguros y para proteger a los asegurados. AIB aseguró que no podía resolver los problemas de ICI sin poner en riesgo su negocio bancario central. La inversión de £85 millones por AIB fue cancelada y el costo para el contribuyente irlandés fue de £400 millones.

### John Rusnak
John Rusnak, un "lobo solitario", operador de divisas en Allfirst, acumuló pérdidas de casi US$700 millones durante el mandato de Michael Buckley como jefe del grupo ejecutivo. Fue el escándalo bancario más grande de Irlanda y el cuarto escándalo más grande en el mundo cuando salió a la luz el 4 de febrero de 2002.

### Evasión de impuestos
El acuerdo de €90 millones que AIB alcanzó con la Administración Tributaria, en relación con la evasión de Depósitos de Intereses de Retención de Impuestos en el 2000, fue el más grande acuerdo en la historia de Irlanda. El auditor interno del banco, Tony Spollen, recalcó un potencial de pasivos de Depósitos de Intereses de Retención de Impuestos (DIRT) por £100 millones para el periodo 1986 - 1991, pero Gerry Scanlon, el jefe ejecutivo del grupo en ese momento desmintió esta estimación, describiéndola como "infantil".  El Oireachtas del Sub-Comité de Investigación, en una audiencia de DIRT el 27 de septiembre de 1999, concluyó que era "extraordinario" cuando Scanlon dijo que la Investigación no tenía conocimiento de la magnitud del problema de DIRT.
Las autoridades fiscales, el 28 de marzo de 2006, impusieron un acuerdo fiscal más una sanción a cuatro exjefes ejecutivos por sus intereses, mientras trabajaban para AIB, derivada de las inversiones que mantenían en Faldor Limited. Faldor era una sociedad de inversión establecida en las Islas Vírgenes Británicas que entre 1989 y 1996 retuvieron fondos en nombre de estos altos ejecutivos de AIB, así como de personas vinculadas a ellos. Las Entidades de Inversión de Allied Irish Banks lograron fondos en la compañía a su nombre; al mismo Mr Gerry Scanlan era CEO del banco. Posteriormente Faldor se benefició de inapropiados acuerdos, así como de ofertas artificiales que ascendieron a €48,000 con cargo a fondos propios de las Entidades de Inversión de AIB.
Los citados incluyen:
- Gerry Scanlon, presidente ejecutivo del Grupo AIB, cuando el arreglo estaba vigente, de Glenageary, Condado de Dublín; los impuestos y multas ascendieron a €206,010.

- Diarmuid Moore, exdirector de estrategia corporativa de AIB, Malahide, Condado de Dublín; los impuestos y multas ascendieron a €51,044.

- Roy Douglas, presidente de Irish Life & Permanent Plc y antiguamente de AIB, Howth, Condado de Dublín; se aseguraron impuestos y multas por €53,245.43.

- Patrick Dowling, exdirector ejecutivo, de Delgany, Condado de Wicklow; el estado pagó impuesto y multas por €13,000.

### Exceso de tipo de cambio
En 2004 se reveló que el banco había estado sobrecargando las transacciones de tipo de cambio por hasta diez años. La sobrecarga afectó 3 millones de transacciones de compra de cheques del extranjero. Inicialmente el importe previsto de la sobrecarga fue de €14m. Sin embargo el banco ha asignado €50m para cubrir los costos de las restituciones. 
El Banco Central de Irlanda publicó un informe de una investigación del Grupo AIB en relación con la sobrecarga de sus propios clientes para las transacciones de tipo de cambio y la asignación de acuerdos y otras cuestiones asociadas. Esto reveló exceso de cargos de €34.2 millones, incluyendo intereses. AIB no ha cumplido con la ley por un periodo de casi 8 años y ciertos miembros del personal y de la administración eran conscientes de ello en ese momento.
El Banco Central de Irlanda sabía que el banco Allied Irish Banks estaba haciendo un cobro excesivo en las tasas de tipo de cambio pero no actuó en varios años. Dieron una investigación parlamentaria de la "falsa impresión" de que eran conscientes de ello. El alertador, quien dio la información de CBOI, fue solicitado a ir a una reunión con ellos, pero solo fue invitado para retirar las denuncias de irregularidades y al mismo tiempo fue destituido de su cargo en Allied Irish Banks sin ninguna explicación. Después su caso fue destacado en los medios de comunicación, el CBOI se disculpó oficialmente por como las autoridades lo habían tratado, ocho años después de haberlos alertado del sobrecargo.
AIB anunció el 27 de septiembre de 2006 que el gasto final con respecto a la restitución y los intereses, derivado de la sobrecarga, ascendió a €65 millones y esto incluía una donación de €20.6 millones en nombre de sus clientes para una organización benéfica que no se pudo identificar. Ningún empleado o funcionario de los bancos fue sancionado.

### Otros problemas
Aparte del tipo de cambio, el Banco Central de Irlanda descubrió, tras una denuncia anónima, que AIB sobrecargó a los clientes por €8.6 millones.  Las cuentas involucradas fueron: 
- Excedentes en construcciones, producto de la hipoteca de la tasa variable con ahorros: 4,200 clientes afectados; impacto financiero de €3.6 millones.
- Instalaciones de los estudiantes y graduados: 34,000 clientes afectados; impacto financiero de €1.4 millones.
- Modificaciones en el límite de sobregiro, cargos aplicados incorrectamente: 24,000 clientes afectados; impacto financiero de €600,000.
- Finanzas y arrendamiento, la terminación anticipada de contratos de arrendamiento: 950 clientes afectados; impacto financiero de €230,000.
- Ahorros personales, descuentos de préstamos: 2,436 clientes afectados; impacto financiero de €196,000
- Intereses descubiertos en cuentas Hold por tipo de cambio, tasa de referencia incorrectamente aplicada: 200 clientes afectados.
- Gastos de alquiler de la Terminal Merchant: 155 clientes afectados.
- Recargas hipotecarias en PPI: 573 clientes afectados.
- Comisiones cobradas de Trust Funds al doble de la tasa para los retiros, gastos de administración y otros gastos: no se reveló el número de clientes afectados; periodo de sobrecargos de 1972-1986, y en los años 90.

Ninguna acción regulatoria se llevó a cabo.

### Asignación del acuerdo y problemas asociados
Entre 1989 y 1996, los fondos de algunos ejecutivos de AIB y/o partes relacionadas, fueron administrados por Allied Irish Investment Managers Limited (ahora AIBIM) a través de una sociedad de inversión en las Islas Vírgenes, Faldor Ltd.
Faldor se benefició de acuerdo favorables asignados inapropiados, por medio de acuerdos artificiales, por un importe aproximadamente de €48,000 con cargo a fondos propios AIBIM. No [¿quién?] tenemos evidencia para indicar que los beneficiarios de Faldor influyeron o estaban al tanto de estas asignaciones. Los fondos comerciales de AIBIM también se utilizaron para impulsar, a través de los acuerdos artificiales inaceptables, el rendimiento de ciertos portafolios de los clientes, excepto los de Faldor.
Además, las prácticas inapropiadas en la asignación del acuerdo, relativas a ocho transacciones en el periodo de 1991 a 1993, fueron identificadas, las cuales afectaron negativamente el rendimiento de dos fondos de inversión especializados, que ascienden a un total de €174,000, en beneficio a otros clientes. Estos no estaban relacionados con Faldor. Mientras que la auditoría interna de AIB identificó algunas prácticas de negociación inapropiadas en 1991 y 1993, y no hay evidencia de que la cuenta de Faldor fuera identificada en esas auditorías
En su momento no se tomaron medidas disciplinarias en contra de las personas involucradas en estas prácticas y la indemnización no se pagó a los fondos de inversión afectados. Cuando este episodio de violación a la ley fue expuesto, un proceso disciplinario se puso en marcha dentro de AIB y se han pagado indemnizaciones a aquellos que estaban en desventaja.
Tom Mulcahy, jefe ejecutivo de AIB de 1994 a junio de 2001, renunció a la presidencia del consejo de Aer Lingus el 28 de mayo de 2004, tras la divulgación de este asunto.

### Charles Haughey y el Tribunal Moriarty
En 2006, el Tribunal Moriarty publicó su informe acerca de los asuntos financieros del ex Taoiseach Charles Haughey. El Sr. Juez de Moriarty encontró que AIB había establecido un millón de libras con Haughey en términos favorables para el político, poco después se convertiría en Taoiseach en 1979; el tribunal determinó que la indulgencia mostrada por el banco en este caso, asciende a un beneficio del banco para Haughey. Según el informe, el banco mostró un grado extraordinario de respeto al señor Haughey a pesar de sus excesos financieros.

## Acontecimientos actuales
El banco esta actualmente involucrado en una serie de acuerdos de "venta y arrendamiento" con sus propiedades. En 2005 vendieron una extensión de sus oficinas centrales de Ballsbridge por €367m. También hay planes de vender el resto del edificio por €275m, así como la red de sucursales del banco por €421m.
En febrero de 2006, el banco anunció un récord en la utilidad antes de impuestos de €1.7 billones, un aumento del 23% con respecto al año anterior y el más grande jamás visto para un banco irlandés. La mayoría del aumento vino de las operaciones de la República de Irlanda, pero sus Mercados de Capitales, Irlanda del Norte, Gran Bretaña, Polonia y las divisiones americanas también hicieron contribuciones significativas. Esto llevó a críticas por parte de algunos periódicos, ya que sus ganancias por cliente fueron alrededor de tres veces más que otros bancos europeos. El exlíder del Partido Laborista, Pat Rabbitte, pidió una mayor competencia en el sector bancario de Irlanda. En agosto de 2006, el banco volvió a anunciar ganancias récord para el primer semestre de 2006, haciendo €1.2 billones antes de impuestos, lo que equivale a €1.2 millones por hora.
AIB fue el principal patrocinador de la Copa Ryder en 2006, la cual se llevó a cabo en The K Club en Straffan, Condado de Kildare. En mayo de 2006, el banco lanzó una campaña publicitaria de €5 millones para el torneo. 

### Dermot Gleeson
Dermot Gleeson SC fue nombrado director del banco en mayo de 2000 y presidente del consejo en octubre de 2003. Su mandato se extendió del 8 de septiembre de 2006 a abril de 2011, pero dejó vacante su puesto a finales de 2008.

### Colapso en el precio de la acción en 2008
La crisis crediticia internacional presentó el primer desafío para AIB — es decir, una caída dramática en su liquidez. Como AIB depende en gran medida de los mercados financieros internacionales para obtener liquidez debido a una base de depósitos insuficientes, esto ha impactado severamente al banco. El gobierno irlandés intervino con una garantía que efectivamente garantizo una calificación triple A de la deuda de AIB, liberando así su acceso al financiamiento.
El segundo y más grave problema, no reconocido por la administración del banco, el regulador financiero y el gobierno irlandés, es la solvencia. La pregunta en relación con la solvencia se ha producido debido a los problemas nacionales en la propiedad de mercado irlandesa. AIB, como muchas otras instituciones financieras, tiene una exposición significativa de los promotores inmobiliarios en la cartera de crédito. Estos promotores inmobiliarios sufren actualmente de un exceso de oferta de bienes, muchos todavía sin vender, mientras que la demanda se ha evaporado. La inmigración masiva de Europa del Este, que había apoyado la demanda, ahora se ha revertido debido al rápido aumento del desempleo en Irlanda. Se especula que los promotores inmobiliarios irlandeses poseen billones de euros de las parcelas de tierra sobrevaloradas, como zonas industriales abandonadas y áreas verdes, así como tierras agrícolas a un precio promedio de €23,600 por acre (US$32,000 por acre o €60,000 por hectárea) que esta varias veces por encima del valor equivalente de los terrenos en otros países europeos.
AIB identificó correctamente un riesgo sistemático de desencadenarse una crisis financiera aun más grave en Irlanda si ellos tuvieran que recurrir a los préstamos al vencimiento. Los préstamos están sujetos a los términos y condiciones, conocidos como "pactos". Aunque AIB no es conocido como un banco que renuncia a estos pactos, la confianza en el sistema bancario irlandés es baja como resultado de que otros bancos irlandeses eligen renunciar a estas garantías financieras con el temor de provocar la (inevitable) bancarrota de muchos promotores inmobiliarios y bancos, que piensan que están "prestando aún más dinero a algunos desarrolladores para pagar sus facturas de interés, lo que significa que no se clasifican como 'incobrables' por los bancos."
Además, el balance general de AIB solo indicó disposiciones de deterioro limitado (mala deuda). Su informe financiero del primer semestre de 2008 solo representó una previsión por desvalorización de 0.21%. Esto no parece ser consistente con los verdaderos cambios negativos que se producen en los mercados inmobiliarios. El Banco Central le dijo al Oireachtas del Comité de la Empresa que los accionista que perdieran su dinero en el colapso bancario eran culpables por su suerte y que se atuvieran a lo que venía para ellos, por no mantener a los jefes del banco bajo control, pero admitieron que el Banco Central no había dado advertencias suficientes sobre los préstamos imprudentes de créditos a los promotores inmobiliarios.
En contraste, el 7 de octubre de 2008, Danske Bank canceló una importante suma debido en gran parte a las pérdidas relacionadas con la propiedad, ocasionadas por su subsidiaria irlandesa - National Irish Bank. Está empezando a tener lugar el saneamiento de los bancos irlandeses de capital nacional.
La subsidiaria de AIB, Goodbody Stockbrokers, continuamente emite recomendaciones de "compra" a pesar de que su situación financiera empeora, y utilizó los mandatos del "Client Discretionary" para invertir su dinero en el Allied Irish Banks al inicio de la crisis bancaria irlandesa de 2008-2011 en noviembre de 2008, lo cual generó comentarios adversos. Cuando se le preguntó si habían emitido alguna vez un aviso de la venta de AIB, el portavoz de Goodbody dijo: "No sé si aún mantenemos registros que se remontan tan lejos".

### Paquete de rescate de 2009
El 12 de febrero de 2009 el gobierno irlandés organizó un plan de rescate por €7 billones para AIB y el Banco de Irlanda. El valor del capital del banco se había reducido a €486 millones, menos que el 70% del capital del Banco Zachodni en Polonia.
Goodbody Stockbrokers fue vendido como parte del plan de reestructuración por €24 millones. El Financial Times comentó que el precio modesto puesto en el corredor de bolsa más antiguo de Irlanda y el "baluarte de la élite empresarial protestante de Irlanda" no era más que otra medida de la dramática caída de la economía irlandesa. AIB tenía probabilidades de haber tenido que indemnizar a los nuevos propietarios de Goodbody Stockbrokers en contra de cualquier acción legal derivada de la negociación, al momento del auge de la empresa.

### Nacionalización
El 30 de septiembre de 2010, el gobierno irlandés anunció planes de utilizar su Reserva Nacional de Pensiones para inyectar €3.7 billones de capital a Allied Irish Banks, convirtiéndose en el socio mayoritario y haciendo efectiva la nacionalización del banco.
AIB necesitaba recaudar capital adicional debido al aumento en las pérdidas de los préstamos dudosos incurridos por la burbuja inmobiliaria, y el ministro de Finanzas Irlandés, Brian Lenihan, dijo que el banco no fue capaz de atraer suficiente interés por parte de inversionistas privados. Como parte del acuerdo, el presidente, Dan O'Connor, acordó dejar el banco, mientras que el director general, Colm Doherty, anunció que iba a salir antes de que acabará el año, después de 13 meses en el puesto.
En diciembre de 2010, la Comisión Europea aprobó los planes, y el gobierno aprobó una ley de emergencia para permitir el acuerdo se llevará a cabo sin que se requiriera la aprobación de los accionistas. Posteriormente, el Tribunal Supremo aprobó el acuerdo el 24 de diciembre de 2010, permitiendo que el gobierno irlandés tomara una participación en el banco del 49.9%, llegando a 92.8% tras la venta de la subsidiaria polaca al Banco Santander.
AIB se convirtió en la cuarta de las "Seis Grandes" instituciones financieras de Irlanda en ser nacionalizada, después de Anglo Irish Bank, Irish Nationwide, y la EBS Building Society. AIB dejó de cotizar en el mercado principal de la Bolsa de Valores de Irlanda el 25 de enero de 2011 y del NYSE el 26 de agosto de 2011.

### AIB presentó una demanda contra Oracle
AIB presentó una demanda contra Oracle Financial Services, en la India en enero de 2011, alegando el incumplimiento del contrato en la implementación de Flexcube.

### Reestructuración del evento crediticio
El comité de determinaciones ISDA, que consiste en 15 bancos de Estados Unidos y Europa, decidieron que se llevara a cabo una reestructuración del evento crediticio con respecto al banco Allied Irish Banks el 9 de junio de 2011.